# Jarrell Brantley
Jarrell Isaiah Brantley (Charleston, Carolina del Sur; 7 de junio de 1996) es un baloncestista estadounidense que pertenece a la plantilla del Nagasaki Velca de la B.League japonesa. Con 1,96 metros de estatura, ocupa la posición de ala-pívot.

## Trayectoria deportiva

### Universidad
Jugó cuatro temporadas con los Cougars del College of Charleston, en las que promedió 15,6 puntos, 7,9 rebotes, 1,7 asistencias y 1,2 robos de balón por partido. En su primera temporada fue elegido Rookie del Año de la Colonial Athletic Association, mientras que en el segundo y tercero aparecería en el segundo mejor quinteto y, finalmente, en su temporada sénior lo haría en el mejor equipo de la conferencia. Acabó con 1914 puntos conseguidos, la tercera mejor marca de la historia de los Cougars.

#### Estadísticas
| Año     | Equipo                | PJ  | PT  | MPP  | %TC  | %3P  | %TL  | RPP | APP | ROB | TPP | PPP  |
| ------- | --------------------- | --- | --- | ---- | ---- | ---- | ---- | --- | --- | --- | --- | ---- |
| 2015–16 | College of Charleston | 31  | 31  | 28.4 | .462 | .333 | .716 | 7.3 | 1.3 | 1.3 | .5  | 11.7 |
| 2016–17 | College of Charleston | 35  | 34  | 32.0 | .459 | .369 | .758 | 8.4 | 1.2 | 1.1 | .7  | 14.2 |
| 2017–18 | College of Charleston | 24  | 21  | 32.3 | .500 | .385 | .821 | 7.1 | 1.7 | 1.0 | .8  | 17.3 |
| 2018–19 | College of Charleston | 33  | 33  | 34.0 | .517 | .328 | .785 | 8.4 | 2.4 | 1.4 | .9  | 19.4 |
| Total   | Total                 | 123 | 119 | 31.7 | .487 | .353 | .768 | 7.9 | 1.7 | 1.2 | .7  | 15.6 |

### Profesional
Fue elegido en la quincuagésima posición del Draft de la NBA de 2019 por Indiana Pacers, pero posteriormente fue traspasado a los Utah Jazz a cambio de una futura segunda ronda del draft.
Tras dos temporadas alternado con el filial de la G League los Salt Lake City Stars en Utah, el 16 de septiembre de 2021, fue cortado por los Jazz.
El 20 de septiembre de 2021, firma por el UNICS Kazan de la VTB United League.
El 11 de abril de 2022, firma por los Leones de Ponce de la Baloncesto Superior Nacional.

## Estadísticas de su carrera en la NBA

### Temporada regular
| Año     | Equipo | PJ | PT | MPP  | %TC  | %3P  | %TL   | RPP | APP | ROB | TPP | PPP |
| ------- | ------ | -- | -- | ---- | ---- | ---- | ----- | --- | --- | --- | --- | --- |
| 2019-20 | Utah   | 9  | 0  | 10.7 | .357 | .231 | .500  | 2.2 | 1.2 | .3  | .6  | 2.7 |
| 2020-21 | Utah   | 28 | 0  | 4.9  | .481 | .429 | 1.000 | 1.0 | .5  | .3  | .1  | 2.3 |
| 2022-23 | Utah   | 4  | 0  | 9.8  | .571 | .444 | 1.000 | 1.5 | .8  | .0  | .5  | 5.5 |
| Total   | Total  | 41 | 0  | 6.7  | .457 | .380 | .833  | 1.3 | .7  | .2  | .2  | 2.7 |

### Playoffs
| Año   | Equipo | PJ | PT | MPP | %TC  | %3P  | %TL  | RPP | APP | ROB | TPP | PPP |
| ----- | ------ | -- | -- | --- | ---- | ---- | ---- | --- | --- | --- | --- | --- |
| 2020  | Utah   | 2  | 0  | 6.5 | .000 | .000 | .500 | 2.0 | 1.0 | .0  | .5  | .5  |
| 2021  | Utah   | 2  | 0  | 1.5 | .000 | .000 | .500 | .0  | .0  | .0  | .0  | .5  |
| Total | Total  | 4  | 0  | 4.0 | .000 | .000 | .500 | 1.2 | .5  | .0  | .2  | .5  |